# Materpiscis
Materpiscis attenboroughi (лат. mater — мати, лат. piscis — риба) —  панцирна риба довжиною близько 25 см, скам'янілі рештки якої віком 375 000 000 років були виявлені в 2005 р. (описані в 2008 р.) в формації Гоугоу (регіон Кімберлі, Західна Австралія).
Викопна риба була виявлена професором Джоном Лонгом (Музей Вікторії) і вченими з  Університету Західної Австралії Кейт Трінайстіч, Гейвіном Юнгом та Тімом Сенденом і названа на честь відомого натураліста  Девіда Аттенборо, який показав регіон Кімберлі в своєму документальному серіалі «Життя на Землі» (1979).

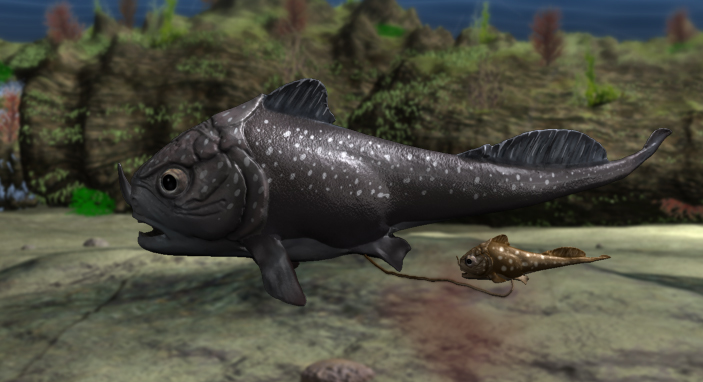
Доросла особина Materpiscis attenboroughi і новонароджений, пов'язаний з матір'ю пуповиною (Художня реконструкція).

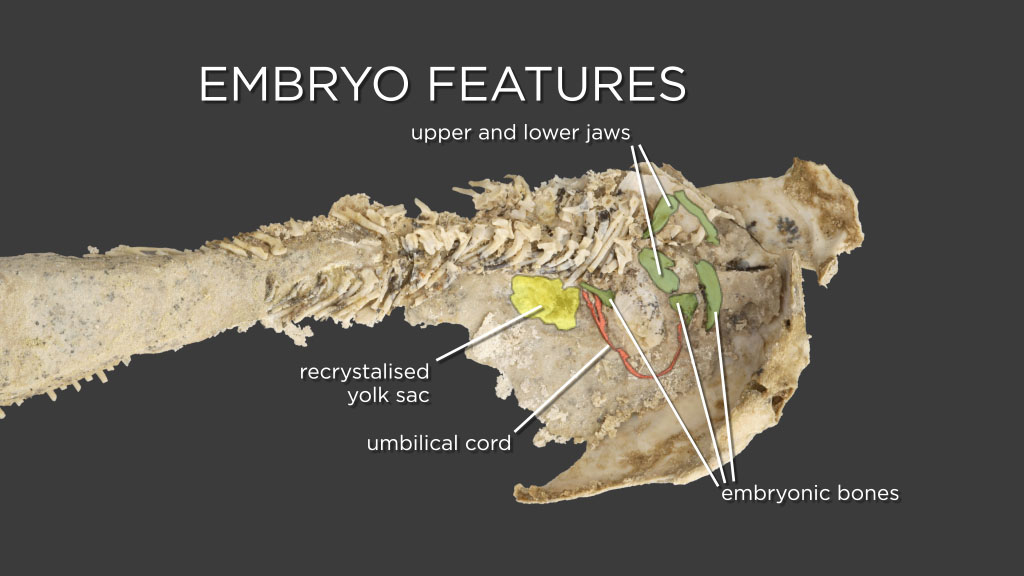
Викопні рештки Materpiscis attenboroughi. Зеленим кольором відмічено кістки ембріона, червоним — пуповина, жовтим — жовткова оболонка.

Особливістю знайденої скам'янілості є наявність розвиненого ембріона всередині риби з пуповиною, що добре збереглася. Це робить цю рибу найдавнішим відомим представником  живонароджених і відносить період появи процесу живонародження і  копуляції на 200 мільйонів років раніше, ніж вважалося до цієї знахідки.
В 1985 р. в тій же формації Гоугоу було знайдено  лопатеперу рибу Gogonasus.

## Ресурси Інтернета
- Професор Джон Лонг описує відкриття Materpiscis на YouTube
- Сайт музею Вікторії, анімаційне уявлення Materpiscis attenboroughi
- ABC news: Aussie scientists find world's oldest fossil mum [Архівовано 30 березня 2010 у Wayback Machine.]
- Newsru: Вчені знайшли найдавнішу матір на Землі: їй 375 000 000 років і вона — предок сучасної людини. [Архівовано 4 березня 2016 у Wayback Machine.]